# Prix Hicks-Tinbergen
Le Prix Hicks-Tinbergen est un prix biennal en économie décerné par l'Association économique européenne (AEE) à ou aux auteur(s) du meilleur article publié dans Journal of the European Economic Association au cours des deux années précédentes. 
Ce prix a été créé en 1991  en l'honneur de l'économétricien néerlandais Jan Tinbergen et de l'économiste britannique John Hicks pour montrer que l'Association économique européenne soutient la recherche économique théorique et empirique en Europe. Jusqu'en 2002, European Economic Review était la revue économique européenne, qui a été remplacée par la suite par le Journal of the European Economic Association. 
Le prix Hicks-Tinbergen est généralement décerné lors du congrès annuel de l'AEE, après qu'un comité de trois économistes ait sélectionné le lauréat parmi les candidatures présentées par les membres de l'AEE. 

## Lauréats du Prix Hicks-Tinbergen
| Année | Recipiendaires                                       | Publication                                                                                     |
| ----- | ---------------------------------------------------- | ----------------------------------------------------------------------------------------------- |
| 1992  | Anton Barten et L.J. Bettendorf                      | Price formation for fish: An application of an inverse demand function                          |
| 1994  | Robert Innesq et Richard Sexton                      | Customer coalitions, monopoly price discrimination and generic entry deterrence                 |
| 1996  | Jan van Ours et Geert Ridder                         | Job matching and job competition: Are lower educated workers at the back of job queues?         |
| 1998  | Laura Bottazzi, Paolo Pesenti et Eric van Wincoop    | Wages, profits and the international portfolio puzzle                                           |
| 2000  | Ernst Fehr, Georg Kirchsteiger et Arno Riedl         | Gift exchange and reciprocity in competitive experimental markets                               |
| 2002  | Juan Carrillo et Thomas Mariotti                     | Electoral competition and politician turnover                                                   |
| 2004  | Frank Smets et Raf Wouters                           | An estimated dynamic stochastic general equilibrium model of the Euro Area                      |
| 2006  | Gary Gorton et Frank A. Schmid                       | Capital, labor and the firm: A study of German codetermination                                  |
| 2008  | Botond Köszegy                                       | Ego utility, overconfidence, and task choice                                                    |
| 2010  | Denis Fougère, Francis Kramarz et Julien Pouget      | Youth unemployment and crime in France                                                          |
| 2012  | Guido Tabellini                                      | Culture and institutions: Economic development in the regions of Europe                         |
| 2014  | Amy Finkelstein, Enzo Luttmer et Matthew Notowidigdo | What good is wealth without health? The effect of health on the marginal utility of consumption |
| 2016  | Riccardo Puglisi et James Snyder                     | The Balanced US Press                                                                           |
| 2018  | Luigi Griso, Paola Sapienza et Luigi Zingales        | Long-term persistance                                                                           |